# John Clewarth
John Clewarth (* 15. Januar 1948 in Liverpool) ist ein ehemaliger britischer Radrennfahrer.

## Sportliche Laufbahn
Clewarth war Teilnehmer der Olympischen Sommerspiele 1972 in München. Im olympischen Straßenrennen schied er beim Sieg von Hennie Kuiper aus.
Der britische Vierer wurde im Mannschaftszeitfahren mit Phil Edwards, Phil Bayton, John Clewarth und David Lloyd 14. des Rennens.
1970 gewann er das Eintagesrennen Manx Viking Trophy, 1971 eine Etappe im britischen Milk Race. Dazu wurde er Zweiter im Grand Prix of Essex hinter Phil Edwards. Er siegte in der Tour of Scotland und gewann die nationale Bergmeisterschaft vor David Lloyd. 1972 konnte er eine Etappe der Annaba-Rundfahrt in Algerien und die Tour of the Cotswolds für sich entscheiden. 1973 gewann er zwei Etappen und die Bergwertung der Irland-Rundfahrt. Mit der Tour of the North gewann er 1974 ein weiteres britisches Etappenrennen, nachdem er zuvor bereits mehrere kurze Etappenfahrten gewonnen hatte. 1981 gewann er den Straßentitel von Wales.